# 奥德丽·米特莱尔泽
奥德丽·米特莱尔泽（法語：Audrey Mittelheisser，1992年3月24日—），本名奥德丽·方丹（法語：Audrey Fontaine），婚後改隨夫姓，法國著名羽毛球，專長雙打項目；其中最为突出的项目是混雙。她曾与罗南·拉巴尔赢得歐洲羽毛球錦標賽混双季軍。此外，还与加埃唐·米特莱尔泽夺得欧运会混双银牌（2015年）。

## 簡歷
2013年8月，奥德丽·方丹參加中國廣州舉行的世界羽毛球錦標賽，與埃米莉·拉菲尔出戰女子雙打項目，在首圈就以0比2（12-21、14-21）負於馬來西亞的阿米莉亚·艾丽西娅·安瑟利/宋佩珠出局。
2015年8月，奥德丽·方丹參加印尼雅加達舉行的世界羽毛球錦標賽，與加埃唐·米特莱尔泽合作出戰混合雙打項目，首圈就以0比2（19-21、18-21）不敵荷蘭的约瑞特·德鲁伊特/萨曼塔·巴宁出局。
2017年8月， 奥德丽·方丹參加苏格兰格拉斯哥舉行的世界羽毛球錦標賽，她分别与洛林·鲍曼和罗南·拉巴尔出戰女子双打項目以及混合双打項目。在女双方面，首圈以2比1 （21-13、19-21、21-18）拿下英格兰的珍妮·穆尔/维多利亚·威廉斯，但在第二圈中以0比2 （9-21、8-21）不敌赛会7號種子、日本的田中志穗/米元小春，32强止步；而混双方面，首圈以2比1 （21-13、11-21、27-25）力克印尼的伊尔凡·法蒂拉赫/维尼·安格莱尼，但在第二圈面对赛会8号种子、马来西亚组合的陈健铭/賴沛君時，以0比2 （18-21、10-21）不敌对手，32强止步。

## 主要比賽成績
只列出曾進入準決賽的國際賽事成績：
| 年份   | 賽事                   | 公開賽級別 | 項目     | 搭檔              | 成績   |
| ------ | ---------------------- | ---------- | -------- | ----------------- | ------ |
| 2010年 | 愛爾蘭羽毛球國際賽     | 國際系列賽 | 女子雙打 | 莉亚·巴莱尔莫     | 準決賽 |
| 2010年 | 土耳其羽毛球國際賽     | 國際系列賽 | 女子雙打 | 劳拉·舒瓦内       | 亞軍   |
| 2011年 | 白夜羽毛球賽           | 國際挑戰賽 | 混合雙打 | 巴蒂斯特·卡雷姆   | 亞軍   |
| 2011年 | 瑞士羽毛球國際賽       | 國際挑戰賽 | 女子雙打 | 劳拉·舒瓦内       | 亞軍   |
| 2011年 | 土耳其羽毛球國際賽     | 國際系列賽 | 混合雙打 | 巴蒂斯特·卡雷姆   | 準決賽 |
| 2012年 | 芬蘭羽毛球公開賽       | 國際挑戰賽 | 混合雙打 | 巴蒂斯特·卡雷姆   | 準決賽 |
| 2012年 | 白夜羽毛球賽           | 國際挑戰賽 | 混合雙打 | 巴蒂斯特·卡雷姆   | 冠軍   |
| 2012年 | 哈爾科夫羽毛球國際賽   | 國際挑戰賽 | 女子雙打 | 埃米莉·拉菲尔     | 冠軍   |
| 2012年 | 哈爾科夫羽毛球國際賽   | 國際挑戰賽 | 混合雙打 | 巴蒂斯特·卡雷姆   | 準決賽 |
| 2012年 | 愛爾蘭羽毛球國際賽     | 國際系列賽 | 女子雙打 | 埃米莉·拉菲尔     | 亞軍   |
| 2013年 | 地中海運動會羽毛球比賽 | 其他       | 女子雙打 | 埃米莉·拉菲尔     | 銀牌   |
| 2013年 | 白夜羽毛球賽           | 國際挑戰賽 | 女子雙打 | 埃米莉·拉菲尔     | 亞軍   |
| 2013年 | 保加利亞羽毛球國際賽   | 國際挑戰賽 | 女子雙打 | 埃米莉·拉菲尔     | 準決賽 |
| 2014年 | 波蘭羽毛球公開賽       | 國際挑戰賽 | 女子雙打 | 埃米莉·拉菲尔     | 準決賽 |
| 2014年 | 波蘭羽毛球公開賽       | 國際挑戰賽 | 混合雙打 | 加埃唐·米特莱尔泽 | 準決賽 |
| 2014年 | 白夜羽毛球賽           | 國際挑戰賽 | 混合雙打 | 加埃唐·米特莱尔泽 | 準決賽 |
| 2014年 | 瑞士羽毛球國際賽       | 國際挑戰賽 | 混合雙打 | 加埃唐·米特莱尔泽 | 準決賽 |
| 2014年 | 巴西羽毛球國際賽       | 國際挑戰賽 | 混合雙打 | 加埃唐·米特莱尔泽 | 亞軍   |
| 2014年 | 愛爾蘭羽毛球公開賽     | 國際挑戰賽 | 女子雙打 | 洛林·鲍曼         | 準決賽 |
| 2014年 | 意大利羽毛球國際賽     | 國際挑戰賽 | 混合雙打 | 加埃唐·米特莱尔泽 | 亞軍   |
| 2015年 | 芬蘭羽毛球公開賽       | 國際挑戰賽 | 混合雙打 | 加埃唐·米特莱尔泽 | 亞軍   |
| 2015年 | 歐洲運動會羽毛球比賽   | 其他       | 混合雙打 | 加埃唐·米特莱尔泽 | 銀牌   |
| 2015年 | 哈爾科夫羽毛球國際賽   | 國際挑戰賽 | 女子雙打 | 安妮·特兰         | 準決賽 |
| 2015年 | 哈爾科夫羽毛球國際賽   | 國際挑戰賽 | 混合雙打 | 加埃唐·米特莱尔泽 | 亞軍   |
| 2015年 | 布拉格羽毛球公開賽     | 國際挑戰賽 | 女子雙打 | 安妮·特兰         | 準決賽 |
| 2015年 | 蘇格蘭羽毛球大獎賽     | 大獎賽     | 混合雙打 | 加埃唐·米特莱尔泽 | 準決賽 |
| 2016年 | 瑞典羽毛球大師賽       | 國際挑戰賽 | 混合雙打 | 加埃唐·米特莱尔泽 | 準決賽 |
| 2016年 | 西班牙羽毛球國際賽     | 國際挑戰賽 | 女子雙打 | 洛林·鲍曼         | 準決賽 |
| 2016年 | 比利時羽毛球國際賽     | 國際挑戰賽 | 混合雙打 | 羅南·拉巴爾       | 冠軍   |
| 2016年 | 布拉格羽毛球公開賽     | 國際挑戰賽 | 女子雙打 | 洛林·鲍曼         | 準決賽 |
| 2016年 | 布拉格羽毛球公開賽     | 國際挑戰賽 | 混合雙打 | 羅南·拉巴爾       | 準決賽 |
| 2017年 | 歐洲羽毛球錦標賽       | 其他       | 混合雙打 | 罗南·拉巴尔       | 季軍   |
| 2017年 | 西班牙羽毛球國際賽     | 國際挑戰賽 | 混合雙打 | 罗南·拉巴尔       | 準決賽 |
| 2017年 | 比利時羽毛球國際賽     | 國際挑戰賽 | 混合雙打 | 罗南·拉巴尔       | 準決賽 |
| 2018年 | 西班牙羽毛球國際賽     | 國際挑戰賽 | 混合雙打 | 罗南·拉巴尔       | 準決賽 |
| 2018年 | 捷克羽毛球公開賽       | 國際挑戰賽 | 混合雙打 | 羅南·拉巴爾       | 冠軍   |

| 2007-2017年 | 首要超級賽 | 超級賽 | 黃金大獎賽 | 大獎賽 | 國際挑戰賽 | 國際系列賽 | 未來系列賽 | 其他 |

| 2018-2026年 | 總決賽 | 超級1000賽 | 超級750賽 | 超級500賽 | 超級300賽 | 超級100賽 | 國際挑戰賽 | 國際系列賽 | 未來系列賽 | 其他 |

### 奧運會和世錦賽參賽紀錄
|          | 搭檔              | 2010 | 2011 | 2012 | 2013 | 2014 | 2015 | 2016 | 2017 | 2018 |
| -------- | ----------------- | ---- | ---- | ---- | ---- | ---- | ---- | ---- | ---- | ---- |
| 女子雙打 | Marion Luttmann   | 32強 | －   | －   | －   | －   | －   | －   | －   | －   |
| 女子雙打 | 埃米莉·拉菲尔     | －   | －   | －   | 48強 | －   | －   | －   | －   | －   |
| 女子雙打 | 洛林·鲍曼         | －   | －   | －   | －   | －   | －   | －   | 32強 | －   |
|          |                   |      |      |      |      |      |      |      |      |      |
| 混合雙打 | 加埃唐·米特莱尔泽 | －   | －   | －   | －   | －   | 48強 | －   | －   | －   |
| 混合雙打 | 罗南·拉巴尔       | －   | －   | －   | －   | －   | －   | －   | 32強 | 48強 |

## 個人生活
奥德丽·米特莱尔泽本名為奥德丽·方丹（法語：Audrey Fontaine），2018年8月18日與羽毛球運動員及前混雙搭檔加埃唐·米特莱尔泽結婚，婚後改隨夫姓。